# Новомихайловське (Монастирщинський район)
Новомихайловське (рос. Новомихайловское) — село в Монастирщинському районі Смоленської області Росії. Адміністративний центр Новомихайловського сільського поселення.
Населення — 300 осіб (2007).

## Розташування
Розташоване в західній частині області на лівому березі річки Молоховка за 15 км на захід від районного центру, смт Монастирщина.

## Історія
Станом на 1885 рік у колишньому власницькому селі, центрі Новомихайловської волості Краснинського повіту Смоленської губернії, мешкало 86 осіб, налічувалось 14 дворових господарств, існувала православна церква й школа.